# Bełz

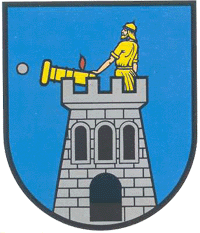
Herb Bełza, 1508

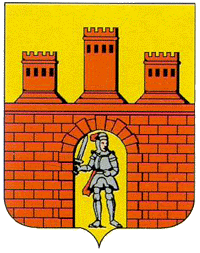
Herb Bełza, 1772

Bełz (ukr. Белз, jid. ‏בעלז‎) – miasto na Ukrainie, w obwodzie lwowskim, w rejonie czerwonogrodzkim, położone nad rzekami Sołokiją i Rzeczycą, 4 km w linii prostej od granicy z Polską. Siedziba hromady Bełz.
W mieście jest stacja kolejowa Bełz. W granicach miasta znajduje się dawna wieś Witków. Dawniej do Bełza należało Zabłocie.

## Przynależność państwowa
Lokacja miasta na prawie magdeburskim nastąpiła 5 października 1377 z nadania księcia Władysława Opolczyka. Bełz był stolicą Księstwa Bełskiego i województwa bełskiego Korony Królestwa Polskiego, a później I Rzeczypospolitej. Miasto królewskie położone było w XVI wieku w województwie bełskim. Miejsce obrad sejmików województwa bełskiego od XVI wieku do pierwszej połowy XVIII wieku. Bełz uzyskał prawo składu w 1377 roku. Miejsce popisów szlachty województwa bełskiego I Rzeczypospolitej. Miasto wchodziło w skład starostwa grodowego bełskiego na początku XVIII wieku. Następnie został zajęty przez Austrię podczas I rozbioru Polski w 1772 r. i wszedł w skład Królestwa Galicji i Lodomerii. Do 1914 roku linia kolejowa oraz przejście graniczne między C.K. Monarchią Austro-Węgier (Galicją) i Cesarstwem Rosyjskim. W latach 1919–1939 Bełz wchodził w skład II Rzeczypospolitej Polskiej (powiat sokalski, województwo lwowskie). W 1939, po sowiecko-niemieckiej agresji na Polskę, został przyłączony do Generalnego Gubernatorstwa pod okupacją niemiecką (był to jedyny skrawek Kresów Wschodnich znajdujący się już od 1939 pod okupacją niemiecką, pozostałe części dopiero od 1941). Od 1944 do 1951 roku miasto ponownie znajdowało się w Polsce, tym razem już w województwie lubelskim, w powiecie hrubieszowskim, siedziba gminy Bełz. Na mocy umowy o zmianie granic z 15 lutego 1951 Bełz został przyłączony do ZSRR (w zamian do Polski wróciły m.in. Ustrzyki Dolne). W latach 1951–1962 siedziba rejonu zabuskiego. Od 1991 część Ukrainy.

## Nazwa
Istnieje kilka wersji pochodzenia nazwy Bełz:
1. celtycka – 'belz' (woda) lub 'pelz' (potok),
2. germańska (gocka) – 'pelz' / 'belz' (futrzany, kosmaty, kudłaty)[8].
3. celtycko-słowiańska (bojkowska) – «белз» lub «бевз» (miejsce błotniste),
4. słowiańska (staro-ruska) – «бълизь» (miejsce białe, polana wśród ciemnego lasu)[9],
5. słowiańska (polska) – nazwa 'bełz' jest, według Aleksandra Brücknera, pochodzenia polskiego[10]. Z kolei profesor Jerzy Nalepa uważa, że nazwa ta dotyczy nie tylko miasta, ale także rzeki nad którą Bełz leży. Dziś rzeka ta nosi nazwę Sołokija, ale w dawnych źródłach występuje jako Bełz (Jan Długosz) lub Bełza (źródło z XVI w.). Poza tym znane są dwa potoki o nazwie Bełżec w dorzeczu górnego Bugu oraz miejscowość Bełżec.

Z analizy statystycznej częstości występowania nazw miejscowych wynika, że nazwa ma genezę zachodniosłowiańską. Na terenie zachodniosłowiańskim o wiele częściej występują pokrewne nazwy np. Bełzów, Bełżyce. Oprócz nazw miejscowych pojawiają się w zachodniej Słowiańszczyźnie nazwy osobowe typu Bełza.

## Demografia
- W 1880 r. w Bełzu mieszkało 2135 Żydów, którzy stanowili 51,7% ogółu mieszkańców.
- W 1910 r. w Bełzie żyło 3625 Żydów, którzy stanowili 60,2% mieszkańców Bełza[7].
- 1914 – 6017 mieszkańców, z tych 1153 rz.kat., 1460 gr.kat., 3404 izraelitów[11].
- Podczas spisu powszechnego w 1921 r. w Bełzie odnotowano obecność już tylko około 2100 osób pochodzenia żydowskiego, jednocześnie procentowy udział ludności żydowskiej w ogólnej liczbie mieszkańców spadł do 50,7%.

## Historia

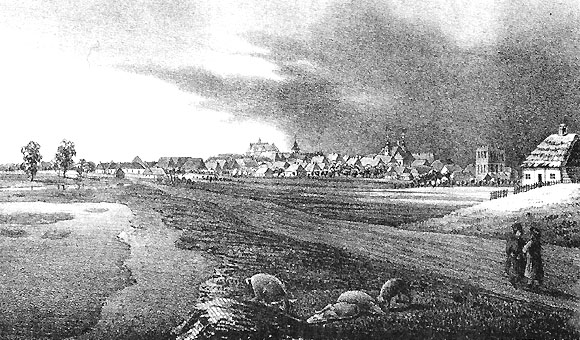
Bełz w 1847, litografia

Najdawniejsza przynależność miejscowości w historiografii nie jest do końca ustalona. Bełz położony jest na obszarze Roztocza, którym w starożytności władali indoeuropejscy Lugiowie (w późniejszym okresie ulegli celtyckim wpływom kulturowym, a następnie zostali zgermanizowani), później (II–V w.) wschodniogermańscy Goci, zeslawizowani Sarmaci (Biali Chorwaci) i lechickie zachodniosłowiańskie plemię – Lędzianie. Według Nestora tereny na wschód od Sanu w pierwszej połowie IX wieku zamieszkiwali Radymicze, po czym przemieścili się w rejon położony między Dnieprem, Desną a Sożem; w 885 roku przyłączeni do Rusi Kijowskiej przez księcia ruskiego Olega. Według Nestora Radymicze oraz Wiatycze mieli pochodzić od Lachów i być Lachami.
Inne źródła (m.in. Gesta Hungarorum) podają, że w 892 roku gród Przemyśl i okoliczne tereny opanował książę morawski Świętopełk I i wcielił je do Państwa wielkomorawskiego, po czym ok. 898 roku zajęli je Madziarzy pod wodzą Arpada. Historia ziem nad Sanem i Bugiem obejmujących Grody Czerwieńskie jest niejednoznaczna i niepewna, dokument praski sugeruje, że po 955 roku podlegały one państwu czeskiemu, natomiast w latach 70. X wieku najprawdopodobniej wchodziły w skład państwa Mieszka I. Zamieszkujący ten teren Lędzianie stanowili zaporę przed parciem Rusi na zachód. Świadczy o tym system obronny Lędzian skierowany w kierunku południowo-wschodnim, w którym kluczową rolę odgrywały Czerwień (obecnie Czermno) i Bełz oraz zaplecze gospodarcze położone na zachodnim brzegu Huczwy.
Wykorzystując zerwanie sojuszu polsko-czeskiego i najazd Ottona II na Polskę w 979 roku, książę kijowski Włodzimierz Wielki w 981 roku zagarnął cały obszar zamieszkany przez Lędzian.
Źródłem mającym tu największą wagę jest zapiska Powieści Dorocznej pod rokiem 981;
W leto 6489 ide Wołodimer’ k Liachom’ i zaja grady ich: Peremyszl’, Czerwien’, i iny grady jeże sut’ do sego dnie pod’ Rusiu. W sem że letie i Wiaticzi pobiedi i wiezłożi na nia dan’ ot niaouga, jakoże otci (otec) jego imasze.
Co w polskim tłumaczeniu brzmi następująco;
Roku 6489 [981]. Poszedł Włodzimierz ku Lachom i zajął grody ich: Przemyśl, Czerwień i inne grody, które do dziś dnia są pod Rusią. Tegoż roku i Wiatyczów zwyciężył i nałożył na nich dań od pługa, jaką i ojciec jego brał.
W czasie wyprawy wojennej na Kijów w 1018 r. odbił je król Bolesław Chrobry. Jednak już w 1030 r. wareskie wojska Rurykowiczów zagarnęły Bełz, a w następnym roku Jarosław Mądry przy udziale Haralda III inne grody Lachów aż po San. Z tego samego roku pochodzi ostatnia wzmianka o Grodach Czerwieńskich:
Roku 6539 [1031]. Jarosław i Mścisław zebrali wojów mnogich, poszli na Lachów i zajęli Grody Czerwieńskie znowu, i spustoszyli ziemię lacką, i mnóstwo Lachów przywiedli, i rozdzielili ich. Jarosław osadził swoich nad Rosią, i są do dziś.
Bełz pozostał w granicach Rusi Kijowskiej do 1170 r. W tym roku wskutek rozdrobnienia feudalnego Rusi powstało udzielne Księstwo bełskie. Od 1234 r. w składzie Księstwa halicko-wołyńskiego. W 1352 r. Ludwik Węgierski został ranny podczas oblężenia miasta. W 1366 r. Bełz włączono jako lenno do Korony Królestwa Polskiego pod nazwą Księstwo Chełmsko-Bełskie. W latach 1370–1377 w granicach Wielkiego Księstwa Litewskiego. Na 1377 r. datuje się lokacja miasta Bełza na prawie magdeburskim. W latach 1378–1387 Ruś Czerwona znajdowała się pod przejściową jurysdykcją Węgier.
W 1382 r. książę Władysław Opolczyk wywiózł łaskami słynący obraz Czarnej Madonny (Matki Boskiej Częstochowskiej) z bełskiego Zameczku na Jasną Górę do Częstochowy. Legenda głosi, że autorem obrazu był św. Łukasz Ewangelista, który namalował go na blacie stołu w domu Marii w Nazarecie. W późniejszych wiekach ikona ta miała być przeniesiona do Konstantynopola, a stamtąd trafiła na Ruś Halicką. Podczas walk polsko-węgiersko-ruskich w XIV w. obraz, wykonany na deszczułkach lipowych, został ukryty na zamku Bełz, gdzie odnalazł go książę Władysław Opolczyk.
W latach 1387–1462 Bełz znajdował się pod jurysdykcją książąt mazowieckich, jako lenno polskie. W 1462 r. włączony bezpośrednio do województwa bełskiego Królestwa Polski w ramach Rzeczypospolitej Obojga Narodów. Od XV do XVIII w. miasto było siedzibą sądów szlacheckich: ziemskiego i grodzkiego. W 1499 i 1502 r. Bełz przeżył dwa najazdy tatarskie pustoszące miasto. Z tego powodu do 1620 roku Bełz był obwarowany potrójnymi wałami z czterema bramami miejskimi: Lwowską, Sokalską, Lubelską i Zamojską.
Bełz odpadł od Polski już w I rozbiorze, zagarnięty przez Austrię, które stworzyła na tym obszarze jednostkę administracyjną pod nazwą Galicja i Lodomeria. Z ważniejszych wydarzeń historii XIX w. w Bełzie należy odnotować dwa: w 1817 r. rebbe-cadyk Sholom Rokeach założył bełską dynastię chasydzką, a w 1884 r. przez miasto poprowadzono kolej żelazną Jarosław – Rawa Ruska – Sokal.
W okresie walk o niepodległość miasto zostało okrążone przez oddziały Ukraińskiej Armii Halickiej. Od 27 stycznia do 16 maja trwała czteromiesięczna obrona miasta przez wojska polskie pod dowództwem płka Leona Berbeckiego oraz cywilnych mieszkańców, w tym bełską młodzież. Oblężenie miasta zostało zdjęte w trakcie polskiej wiosennej ofensywy. Po zakończeniu wojny polsko-ukraińskiej Bełz oficjalnie włączono w skład II Rzeczypospolitej, jako miejscowość gminna w powiecie sokalskim województwa lwowskiego.
Po wybuchu II wojny światowej, w toku kampanii wrześniowej 28 września 1939 r. miasto zostało zajęte przez Armię Czerwoną, na początku października przekazane Niemcom na mocy postanowień tajnego protokołu do paktu Ribbentropp-Mołotow. Większość miejscowych Żydów została wymordowana po przewiezieniu do obozu zagłady w Bełżcu. W nocy z 24 na 25 marca 1944 r. miał miejsce atak Ukraińskiej Powstańczej Armii (UPA) na Bełz, w czasie którego zamordowano ponad 100 Polaków. 20 lipca 1944 r. miasto zostało zdobyte przez wojska radzieckie 1 Frontu Ukraińskiego; 2/3 zabudowy miasta uległo zniszczeniu.
W latach 1944–1951 miasto znajdowało się na terytorium pojałtańskiej Polski. Gmina Bełz przyłączona do powiatu hrubieszowskiego w województwie lubelskim. W 1946 r. na mocy umowy międzyrządowej nastąpiło przesiedlenie części ludności ukraińskiej na tereny Ukraińskiej SRR. W związku z nieustającą działalnością oddziałów partyzanckich UPA, pozostałe na miejscu rodziny polsko-ukraińskie wysiedlono na tzw. Ziemie Odzyskane w ramach Akcji „Wisła” rok później.
15 lutego 1951 r. miasto znalazło się w granicach Ukraińskiej SRR w ramach wymiany terenów granicznych. W zamian za Sokalszczyznę Polska otrzymała miasteczko Ustrzyki Dolne i ziemie w Bieszczadach. Powodem były złoża węgla na Sokalszczyźnie i połączenie kolejowe Rawa Ruska-Sokal, za co Polsce przekazano tereny ubogie w substancję architektoniczno-zabytkową, o nieurodzajnych glebach i z wyeksploatowanymi złożami ropy. Przesiedlenie ludności polskiej nastąpiło jesienią (październik–listopad).
Do 1991 r. Bełz pod niezmienioną nazwą znajdował na terytorium Ukraińskiej SRR, a od 1991 r. – niepodległej Ukrainy (rejon sokalski, obwód lwowski).

### Żydzi w Bełzie
Po upadku Kaganatu Chazarskiego w końcu X w. do grodu przybyli pierwsi wyznawcy judaizmu, Karaimi, zajmujący się handlem. Pod koniec średniowiecza (ok. XIV w.) w Bełzie istniał kahał żydowski (aszkenazyjski). W 1665 roku gmina żydowska uzyskała równouprawnienie w prawach i obowiązkach miejskich.
W XIX w. Bełz zasłynął jako ośrodek chasydzki z własną dynastią cadyków, która nieformalnie przewodziła Żydom galicyjskim. Pierwszym Belzer Rebbe był Sholom Rokeach, zwany Sar Shalom (uczeń Jakuba Icchaka Horowica z Lublina), w latach 1817–1855. Kolejnymi Belzer Rebbe mieszkającymi w Bełzie byli: Yehoshua Rokeach (1855–1894), Yissachar Dov Rokeach (I) (1894–1926) i Aharon Rokeach (1926–1957), który w 1944 r. dotarł, przez Budapeszt i Stambuł, do Palestyny, gdzie w mieście Tel-Awiw odbudował bełską dynastię chasydzką. Obecny piąty Belzer Rebbe, Yissachar Dov Rokeach (II), urodzony w 1948 r. w Izraelu, mieszka w Jerozolimie.
Słynna żydowska piosenka w języku jidisz „Mayn Sztetele Belz” nie dotyczy, wbrew rozpowszechnionemu przekonaniu, Bełza, lecz miasta Bălți (Bielce) na terenie obecnej Mołdawii. Nazwa tego miasta w jidysz brzmiała בעלץ – Belc. W Bielcach urodziła się Iza Kremer, słynna śpiewaczka pochodzenia żydowskiego, pierwsza wykonawczyni specjalnie dla niej napisanego utworu.
W 1910 r. w Bełzie żyło 3625 Żydów, którzy stanowili 60,2% mieszkańców Bełza.
Przed zajęciem miasta przez Niemców w 1941 roku, duża część Żydów uciekła wraz z Armią Czerwoną. Niemcy utworzyli w mieście obóz pracy przymusowej. Znaleźli się w nim Żydzi z Bełza i okolicznych miejscowości. W maju 1942 roku znajdowało się w Bełzie 1540 Żydów. 2 czerwca 1942 roku około 1000 osób zostało przewiezionych do Hrubieszowa, a następnie do obozu zagłady w Sobiborze. We wrześniu 1942 pozostali w mieście Żydzi zostali zamordowani w Sobiborze.

## Zabytki
Bełskie zabytki:
- Kaplica Snopkowskich lub Baszta Ariańska(inne języki) – najstarsza budowla miasta pochodząca z 1606 r. Ma formę niskiej, sześciobocznej wieży o grubych ścianach ceglanych, nieotynkowanych, i obszernych podziemiach ze sklepieniami beczkowymi. W tradycji lokalnej uważana jest za dawny zbór ariański (stąd obecna nazwa), choć źródła nie potwierdzają obecności arian w Bełzie. Prawdopodobnie była to pierwotnie kaplica cmentarna (stoi na terenie starego cmentarza bełskiego, zlikwidowanego w XVIII w.), postawiona z fundacji chorążego bełskiego Andrzeja Snopkowskiego. W XVIII w. mieściła archiwum miejskie, później bywała wykorzystywana jako skład.
- Ratusz miejski(inne języki), dawne skrzydło północne klasztoru dominikanów. Placówka dominikańska w Bełzie powstała przed 1384 rokiem i funkcjonowała do końca XVIII w. Został zlikwidowany przez władze austriackie w 1788 r. w ramach tzw. reform józefińskich, a budynki przekazano miejscowej parafii. Dwukondygnacyjna budowla na planie prostokąta z charakterystyczną wieżą zegarową. Wieża nakryta czterospadowym dachem z latarnią. Ściany wieży podzielone narożnymi parami pilastrów, belkowaniami i profilowanymi gzymsami. W jej wnętrzu odkryto w 2004 r. malowidła z 3 ćwierci XVIII wieku, przedstawiające sceny świętych zakonników dominikańskich.
- Kościół dominikański Najświętszej Marii Panny, zbudowany po 1671, a przed 1752 (najprawdopodobniej po 1704 roku). Skasowany przez władze austriackie od 1788 r.. służył jako kościół parafialny. Został zniszczony w czasie ataku oddziału UPA na Bełz w nocy z 24 na 25 marca 1944 r.[35] Zachowały się jedynie fragmenty ścian wzmocnionych szkarpami oraz część półokrągłej apsydy. Kościół pierwotnie łączył się z klasztorem dominikanów, tworząc jeden wielki zespół klasztorny.
- Cerkiew greckokatolicka św. Paraskiewy(inne języki) – cerkiew cmentarna z XVII w., rozbudowana w 1863 i 1906 r. Pierwotnie stała we wsi Prusinów koło Bełza, w XVIII w. została przeniesiona w obecne miejsce. Zamknięta po II wojnie światowej, w 1977 r. odrestaurowana z przywróceniem pierwotnego wyglądu i zamieniona w muzeum ateizmu. W 1991 r. zwrócona grekokatolikom. Jest to budowla dwudzielna. Posiada nawę nakrytą dużą, spłaszczoną kopułą na ośmiobocznym bębnie oraz pięciobocznie zamkniętym prezbiterium. Ściany i dachy pokrywa gont. Obok cerkwi znajduje się drewniana dzwonnica z XIX w. z odkrytą galeryjką pod czterospadowym dachem.
- Kościół rzymskokatolicki na Zameczku, obecnie cerkiew prawosławna św. Mikołaja. Kościół został postawiony na miejscu starszych budowli w 1926 r. Stoi na terenie dawnego zamku bełskiego, na którego terenie w średniowieczu stała kaplica prawosławna z obrazem Madonny, przeniesionym następnie do Częstochowy i znanym dziś jako Matka Boska Częstochowska. Do 1951 r. kościół był celem pielgrzymek ze względu na kopię obrazu Matki Boskiej Częstochowskiej, zwanej też lokalnie Zameczkową, która współcześnie znajduje się w kościele w Tarnoszynie. Po przesiedleniu z tych terenów Polaków, w latach 1951–1992 kościół był nieużywany, a następnie przekazany został miejscowej wspólnocie prawosławnej. Jest budowlą trójnawową, na planie krzyża, z krótkim transeptem i wielobocznie zamkniętym prezbiterium, oraz wystrojem eklektycznym, łączącym elementy neoromańskie, neogotyckie i neobarokowe. Przy kościele znajduje się Wieża Mariacka, wzniesiona w 1933 r. z okazji 550 rocznicy przeniesienia obrazu Matki Bożej do Częstochowy, oraz kaplica odpustowa św. Walentego z 1935 r.
- Kościół rzymskokatolicki św. Mikołaja(inne języki) przy klasztorze dominikanek, obecnie cerkiew greckokatolicka pod tym samym wezwaniem. Zespół kościoła i klasztoru dominikanek został ufundowany przez Jadwigę z Łaszczów Tuczapskich Olizarowej, wdowę po Adamie Olizarze (Olizar-Wołczkiewiczu) w 1635 r. i wzniesiony przed 1744 rokiem. Pierwotne zabudowania drewniane zostały w 1748 r. zastąpione przez murowane budowla powstałe przed 1759 rokiem. W 1784 r. klasztor został zlikwidowany, a kościół przekazany grekokatolikom. Świątynia była przebudowywana w 1861 r., między 1945 a 1951 r. służyła jako rzymskokatolicki kościół parafialny, po przesiedleniu Polaków w świątyni urządzono magazyn. Od 1991 r., po generalnym remoncie, służy ponownie jako cerkiew. Do świątyni przylega dwukondygnacyjny budynek klasztorny, w pobliżu stoi dzwonnica zwieńczona kopułą na ośmiobocznym bębnie z 1906.
- Dawny klasztor i kaplica felicjanek, obecnie użytkowany jako szpital, a kaplica jako skład. Zespół został zbudowany w latach 1877–1879, nowy budynek szkoły zbudowano w latach 1911–1914. W latach 1945–1951 felicjanki prowadziły w nim gimnazjum krawieckie. W 1951 r. mieścił się polski sztab akcji przesiedleńczej (Akcja H-T), którym kierował gen. Aleksander Zawadzki.
- Bożnica towarzystwa dobroczynnego „Iszre Lew”, zbudowana w 1909 r.
- Budynek mykwy, jedyna pozostałość po Synagodze Wielkiej, zniszczonej przez Niemców w czasie II wojny światowej, podobnie jak i inne żydowskie domy modlitwy w Bełzie.
- Cmentarz żydowski (kirkut), założony w 1790 r., z którego ocalało kilkadziesiąt nagrobków, w tym trzy macewy bełskich cadyków ze słynnej chasydzkiej dynastii Rokeach.
- Pozostałości murów obronnych.

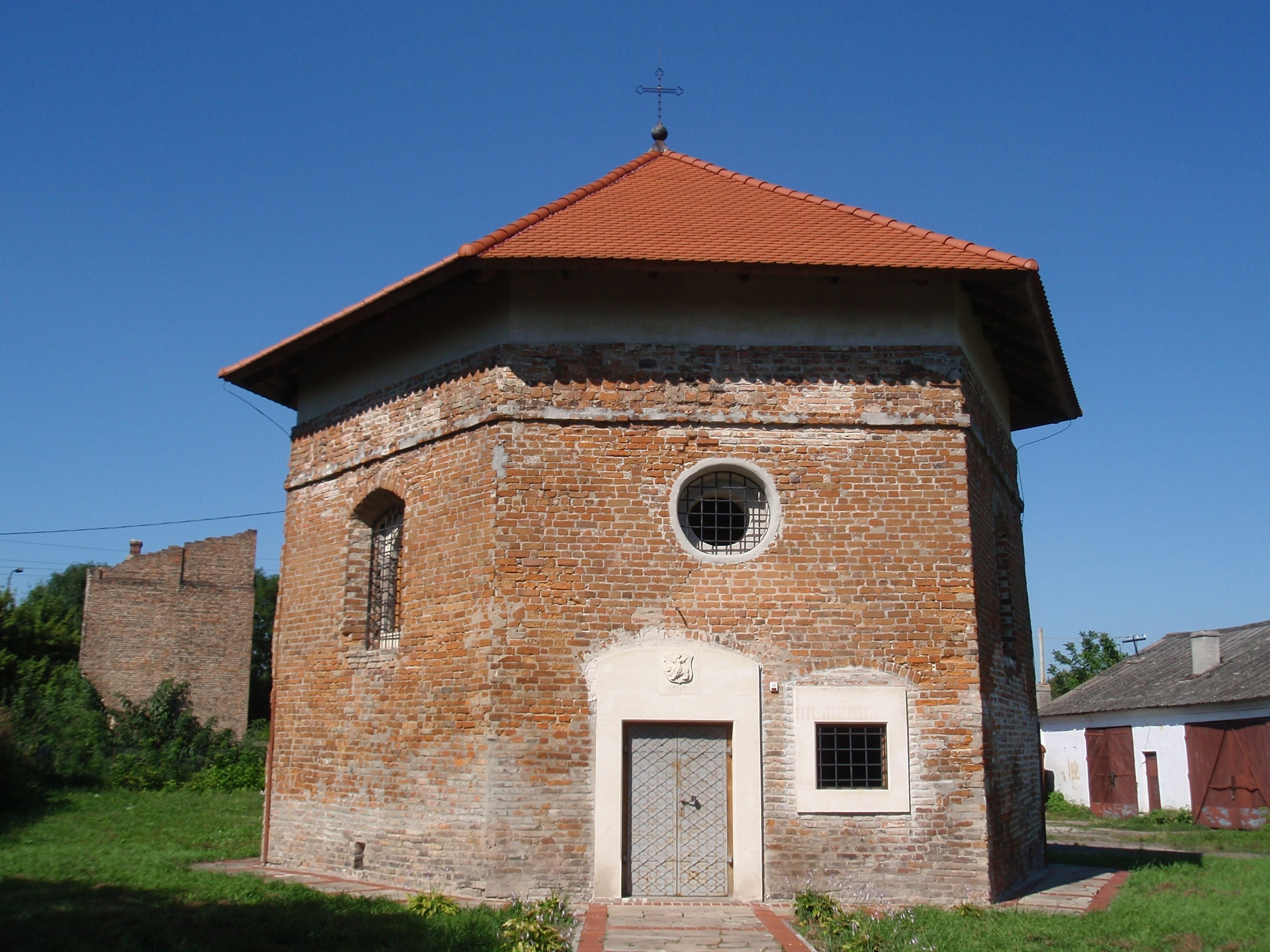
Tzw. Baszta Ariańska
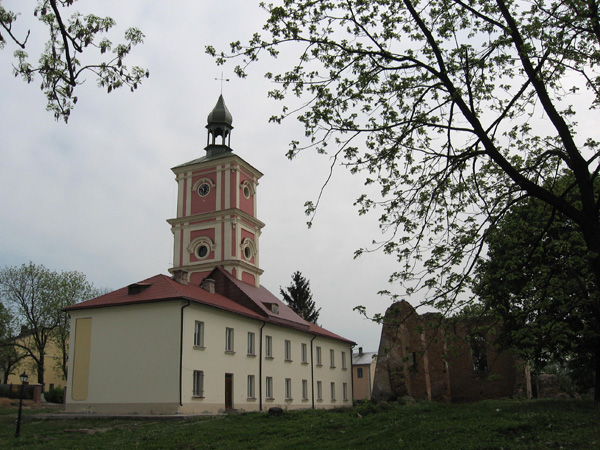
Ratusz miejski z (widocznymi po prawej stronie) ruinami kościoła dominikańskiego
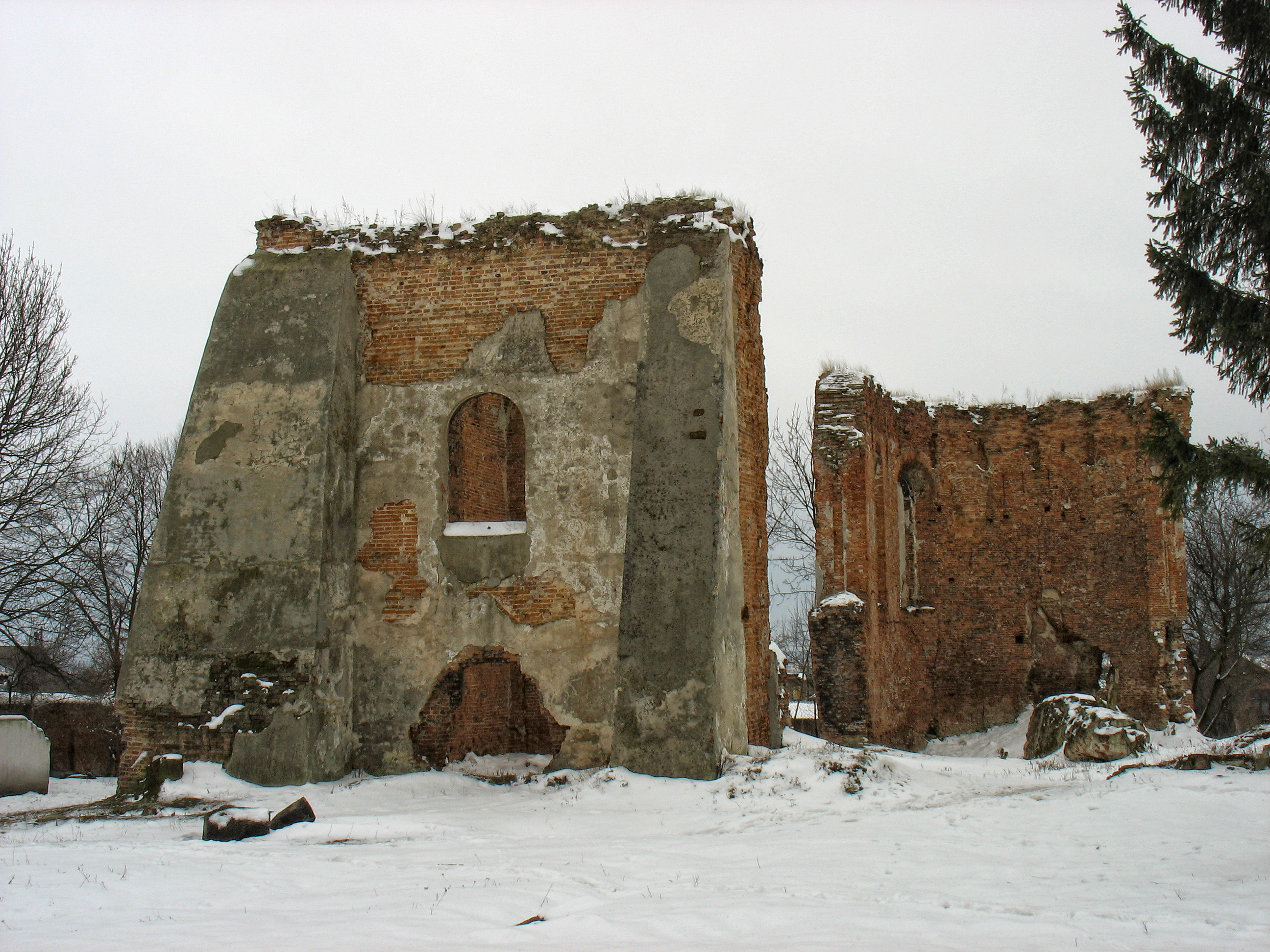
Ruiny kościoła dominikańskiego w zbliżeniu
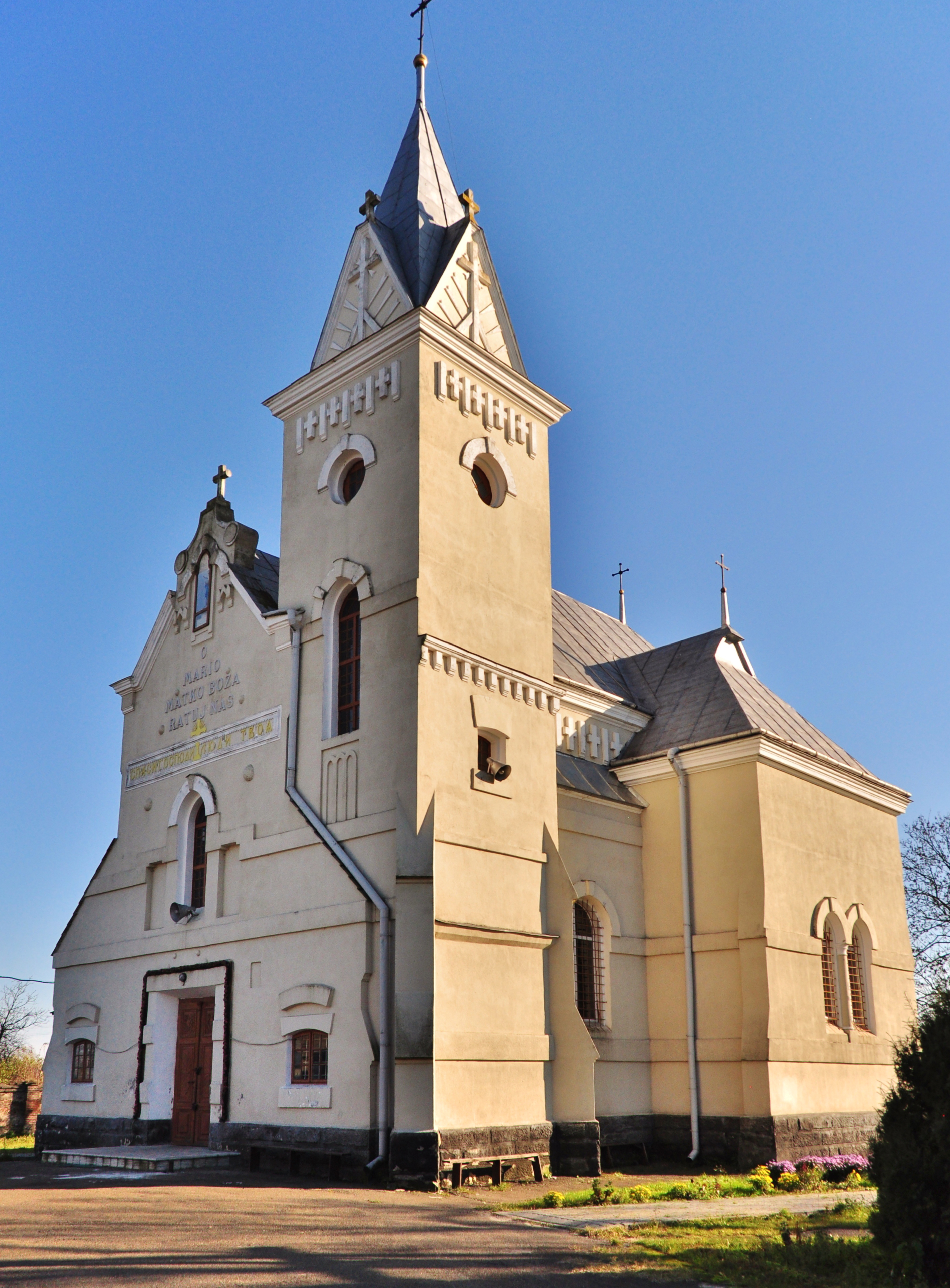
Dawny kościół rzymskokatolicki na Zameczku, obecnie cerkiew prawosławna św. Mikołaja
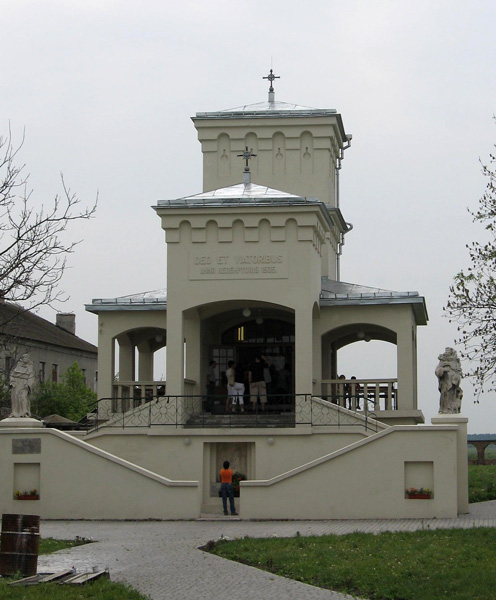
Kaplica św. Walentego
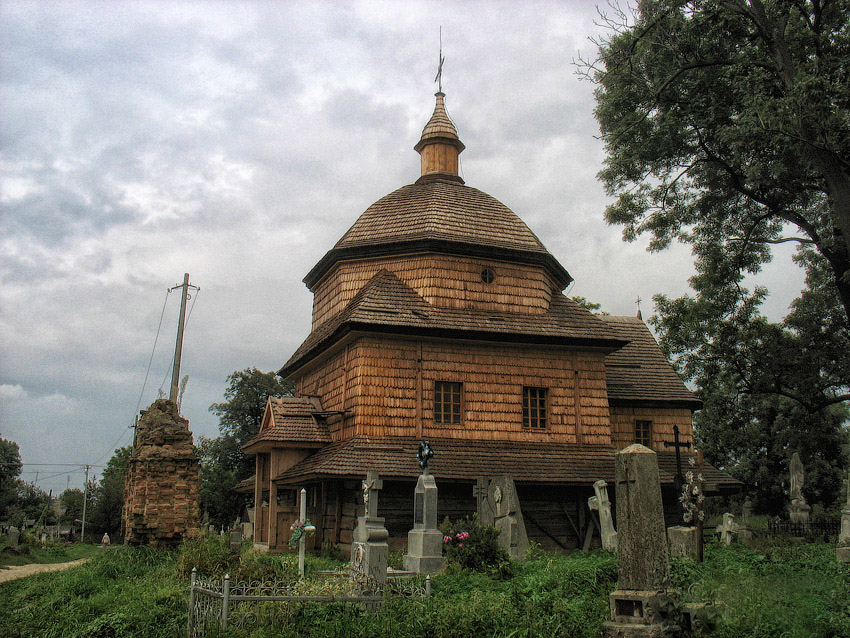
Cerkiew greckokatolicka św. Paraskewy
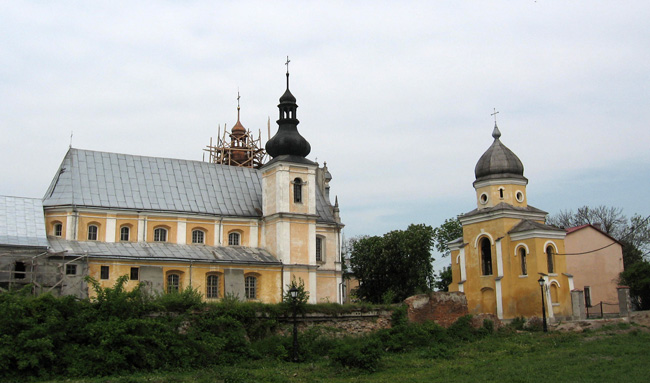
Dawny kościół klasztorny dominikanek, obecnie cerkiew greckokatolicka św. Mikołaja,
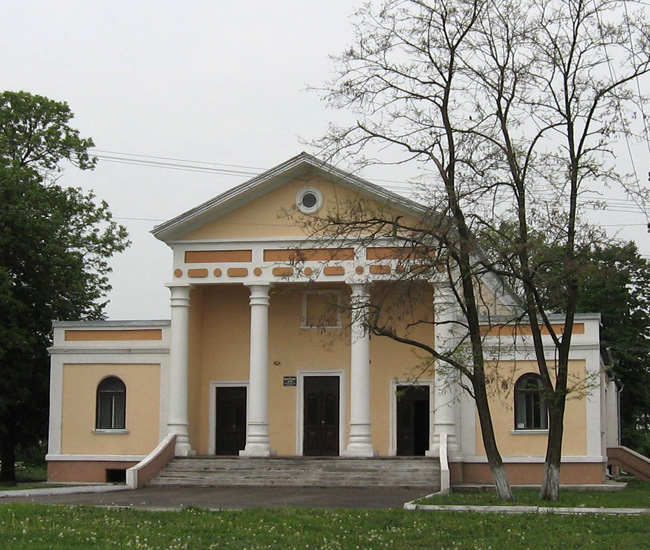
Dom Ludowy i biblioteka w Bełzie, dawny klub ułański
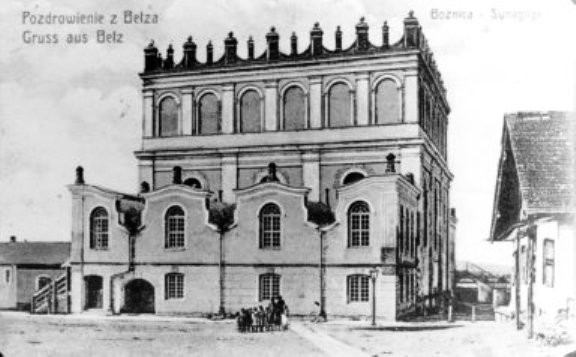
Synagoga w Bełzie
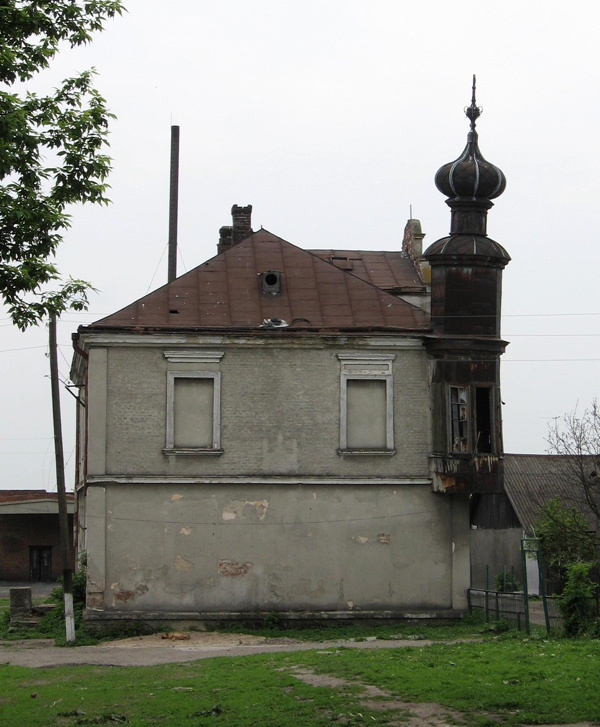
Dawna bożnica towarzystwa dobroczynnego „Iszre Lew”
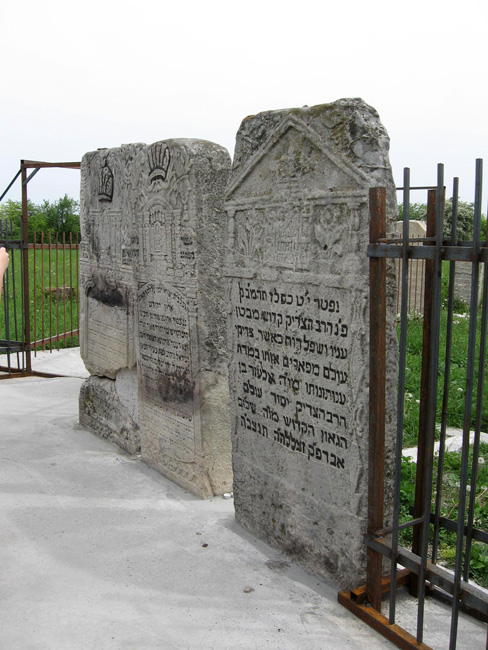
Macewy cadyków z rodu Rokeach

## Ludzie związani z Bełzem

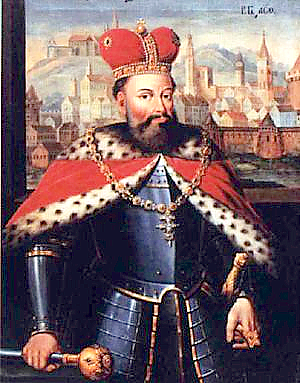
Lew Halicki

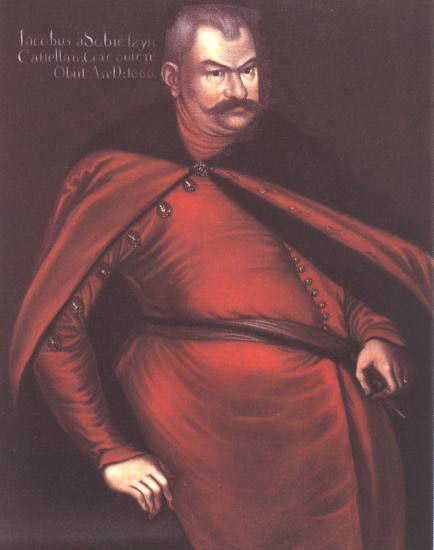
Jakub Sobieski

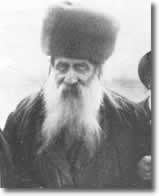
Yissachar Dov Rokeach (I)

- Wasylko Romanowicz (1203–1269), książę bełski w latach 1207–1211
- Daniel Halicki (1201–1264), książę bełski w latach 1234–1245
- Lew Halicki (1228–1301), książę bełski w latach 1245–1264
- Jerzy I Halicki (1247–1308), książę bełski w latach 1264–1301
- Bolesław Jerzy II (1310–1340), książę bełski w latach 1323–1340
- Jerzy Narymuntowicz (1326–1398), książę bełski w latach 1340–1377
- Władysław Opolczyk (1326–1401), książę, wielkorządca Rusi Czerwonej w latach 1377–1378
- Siemowit IV (1352–1426), książę bełski w latach 1388–1426
- Kazimierz II (1396–1442), książę bełski w latach 1434–1442
- Jan Kamieniecki (1463–1513), starosta bełski w latach 1502–1513
- Jan Magiera z Przewodowa h. Szeliga, kasztelan bełski w latach 1457–1464
- Jerzy Krupski (1472–1548), starosta bełski w latach 1502–1519, kasztelan bełski (1513–1515), wojewoda bełski (1533-1548)
- Mikołaj Sieniawski (1489–1569), wojewoda bełski w latach 1542–1569
- Jan Firlej (1521–1574), wojewoda bełski w latach 1556–1574
- Jan Zamoyski (1542–1605), starosta bełski w latach 1580–1605
- Rafał Leszczyński (1579–1636), wojewoda bełski w latach 1619–1636
- Jakub Sobieski (1580–1646), wojewoda bełski w latach 1638–1646
- Dymitr Jerzy Wiśniowiecki (1631–1682), wojewoda bełski w latach 1660–1682
- Adam Mikołaj Sieniawski (1666–1726), wojewoda bełski w latach 1692–1710
- Stanisław Mateusz Rzewuski (1642–1728), wojewoda bełski w 1728 roku
- Stanisław Szczęsny Potocki (1753–1805), starosta bełski w latach 1785–1805
- Florian Ziemiałkowski (1817–1900), polski działacz niepodległościowy, austriacki minister dla Galicji w latach 1873–1888, honorowy obywatel Bełza
- Jaakow Fichman (1881–1958), żydowski poeta i krytyk literacki
- Jakub Dymitrowski (1886–1941), ksiądz rzymskokatolicki, dziekan bełski w latach 1925–1941
- Jakub Piotr Frostig (1896–1959), psychiatra
- Szolem Rokeach (1779–1855), pierwszy rabin w Bełzie, założyciel dynastii cadyków bełskich

## Literatura piękna
- Antoni Malczewski, Maria. Powieść ukraińska
- Józef Ignacy Kraszewski, Starościna Bełska. Opowiadanie historyczne 1770–1774